# Mylene Jenius sings Lynn Minmay
- 桜井智 > Mylene Jenius sings Lynn Minmay
- マクロスシリーズ > マクロス7 > Mylene Jenius sings Lynn Minmay

『Mylene Jenius sings Lynn Minmay』（ミレーヌ・ジーナス・シングス・リン・ミンメイ）は、桜井智のカバー・アルバム。1995年5月3日にビクターエンタテインメントから発売された。

## 概要
1994年に放送開始された『マクロス7』のヒロイン、ミレーヌ・ジーナスが前作『超時空要塞マクロス』の歌姫、リン・ミンメイの楽曲をカバーするコンセプトのもとで本作が制作された。『マクロス7』においてミレーヌは、声を桜井智、歌をチエ・カジウラが担当していたが、本作においては歌も桜井が担当することとなった。
実質上、リン・ミンメイを演じ、歌った飯島真理の楽曲の初カバーとなり、オリコンでも当時の『マクロス7』人気に乗じて初登場9位となった。とりわけ、「マクロスシリーズ」を代表する曲、「愛・おぼえていますか」が飯島以外の歌手で最初にカバーされたほか、数少ない飯島の楽曲提供となる「あなたへのLOVE SONG」が収録された。
2008年5月21日にはflying DOGより再発売された。

## 収録曲
1. prologue [1:16]
  - 脚本：山口宏 モノローグ：桜井智
2. 愛・おぼえていますか [5:56]
  - 作詞：安井かずみ 作曲：加藤和彦 編曲：保刈久明
3. 0-G Love [4:33]
  - 作詞：阿佐茜 作曲：羽田健太郎 編曲：保刈久明
4. SUNSET BEACH [3:54]
  - 作詞：阿佐茜 作曲：羽田健太郎 編曲：吉良知彦
5. マイ・ビューティフル・プレイス [3:54]
  - 作詞：阿佐茜 作曲：羽田健太郎 編曲：吉良知彦
6. 小白竜（シャオパイロン） [3:54]
  - 作詞：阿佐茜 作曲：羽田健太郎 編曲：保刈久明
7. やさしさSAYONARA [3:49]
  - 作詞：阿佐茜 作曲：羽田健太郎 編曲：吉良知彦
8. 私の彼はパイロット [2:52]
  - 作詞：阿佐茜 作曲：羽田健太郎 編曲：保刈久明
9. シルバームーン・レッドムーン [3:17]
  - 作詞：阿佐茜 作曲：羽田健太郎 編曲：吉良知彦
10. 愛は流れる [3:53]
  - 作詞：阿佐茜 作曲：羽田健太郎 編曲：保刈久明
11. あなたへのLOVE SONG [4:58]
  - 作詞・作曲：飯島真理 編曲：保刈久明